# Domremy-Landéville
Domremy-Landéville település Franciaországban, Haute-Marne megyében. Lakosainak száma 75 fő (2022. január 1.). Domremy-Landéville Saint-Urbain-Maconcourt, Vaux-sur-Saint-Urbain, Annonville, Doulaincourt-Saucourt és Épizon községekkel határos.

## Népesség
A település népességének változása:
| Lakosok száma | 125  | 130  | 99   | 84   | 88   | 80   | 78   | 77   | 76   | 75   |
|               | 1968 | 1982 | 1990 | 2006 | 2013 | 2015 | 2017 | 2019 | 2020 | 2022 |